# Mistrzostwa Europy w Wioślarstwie 1960
50. Mistrzostwa Europy w Wioślarstwie (kobiet) odbyły się w dniach 12–14 sierpnia 1960 r. w dzielnicy Willesden na przedmieściach Londynu. Zgodnie z programem mistrzostw rozegrano 5 konkurencji wioślarskich (wyłącznie dla kobiet). Zawodniczki rywalizowały na położonym w północno-zachodniej części miasta zbiorniku Welsh Harp Reservoir. 

## Medalistki
| Konkurencja                           | Złoto | Czas   | Srebro | Czas   | Brąz | Czas   | Źródło      |
| ------------------------------------- | --- | ------ | --- | ------ | --- | ------ | ----------- |
| W1x (jedynka)                         | Kornélia Pap | 4:04.4 | Zoja Rakicka | 4:06.6 | Eva Sika | 4:10.4 | [ 2 ]       |
| W2x (dwójka podwójna)                 | ZSRR Nina Iwanowa · Ludmiła Otrosko | 3:54.7 | Czechosłowacja Alena Postlová · Eva Kolářová | 3:58.3 | Rumunia Magda Jifcu · Dora Lakatoş | 4:00.1 | [ 3 ]       |
| W4x+ (czwórka podwójna ze sternikiem) | NRD Herta Weissig · Gisela Heiße · Hannelore Göttlich · Helga Menzel-Richter · Carla Frister (sternik)                                                                                          | 3:39.6 | Rumunia Magda Jifcu · Viorica Udrescu · Doina Ciolacu · Dumitra Mihalache · Ștefania Borisov (sternik)                                                                   | 3:42.7 | Węgry Ágnes Kovacsics · Erzsébet Mózer · Józsefné Raskó · Lászlóné Terelmes · Rudolfné Radványi (sternik)                                                           | 3:43.0 | [ 4 ] [ 5 ] |
| W4+ (czwórka ze sternikiem)           | ZSRR Walentina Tieriechowa · Nadieżda Skunkowa · Ełła Siergiejewa · Nina Szamanowa · Walentina Timofiejewa (sternik)                                                                            | 3:39.7 | Rumunia Emilia Rigard · Ana Tamaș · Florica Ghiuzelea · Felicia Urziceanu · Ștefania Borisov (sternik)                                                                   | 3:40.4 | NRD Christa Temeier · Barbara Reichel · Hanna Vesper · Helga Nollau · Sigrid Laube (sternik)                                                                        | 3:48.2 | [ 6 ] [ 5 ] |
| W8+ (ósemka)                          | ZSRR Walentina Sirsikowa · Wiera Riebrowa · Nonna Piecernikowa · Lidija Zontowa · Zinaida Kiriłlina · Nina Korobkowa · Zinaida Korotowa · Nadieżda Goncarowa · Walentina Dobrodiejewa (sternik) | 3:23.7 | NRD Anita Blankenfeld · Ingeborg Peter · Ingrid Drews · Waltraud Dinter · Hilde Amelang · Marianne Schulze · Marianne Mewes · Marianne Falk · Elfriede Boetius (sternik) | 3:32.2 | Rumunia Mária Trinks · Dana Iliescu · Gabriela Ștefan · Olimpia Bogdan · Márta Kardos · Stela Găvan · Sonia Bulugioiu · Viorica Udrescu · Angela Păunescu (sternik) | 3:35.6 | [ 7 ] [ 5 ] |

## Klasyfikacja medalowa
| Miejsce | Reprezentacja  | Złoto | Srebro | Brąz | Razem |
| ------- | -------------- | ----- | ------ | ---- | ----- |
| 1.      | ZSRR           | 3     | 1      | 0    | 4     |
| 2.      | NRD            | 1     | 1      | 1    | 3     |
| 3.      | Węgry          | 1     | 0      | 1    | 2     |
| 4.      | Rumunia        | 0     | 2      | 2    | 4     |
| 5.      | Czechosłowacja | 0     | 1      | 0    | 1     |
| 6.      | Austria        | 0     | 0      | 1    | 1     |
| Razem   | Razem          | 5     | 5      | 5    | 15    |